# 佐々木麻衣 (アナウンサー)
佐々木 麻衣（ささき まい、1986年12月7日 - ）は、ジョイスタッフ所属のフリーアナウンサー、リポーター。神奈川県出身。大妻女子大学短期大学部家政学科卒業。元埼玉西武ライオンズマスコットガール。

## 出演番組
- プロ野球ニュース2010（フジテレビONE） アシスタント
- 朝まるJUST（千葉テレビ） MC
- 埼玉西武ライオンズTV（J:COM さいたま）リポーター
- デイリーニュース マイテレビ（JCNマイテレビ） キャスター
- チバテレビカラオケ大賞21（千葉テレビ） リポーター
- JCN千葉エリア インフォメーション
- U LA LA ナナパチ（東京MXテレビ）キャスター
- 南関東地方競馬チャンネル進行キャスター

## 過去の出演番組
- OH! HAPPY MORNING（JFN系列、2013年10月2日 - 2015年3月26日）水曜・木曜